# Storsola
Der Storsola ist ein 1727 moh. hoher Berg im norwegisch-schwedischen Grenzgebiet des Sylan. Er ist der südlichste Gipfel im Sylan-Hauptkamm. Der höhere Ostgipfel (1727 moh.) liegt zur Gänze in der schwedischen Gemeinde Åre in Jämtlands län. Der Westgipfel (1710 moh.) besitzt zwei etwa gleich hohe Gipfelkuppen: Die östliche Gipfelkuppe liegt auf der norwegisch-schwedischen Grenze, wo die Gemeindegebiete der norwegischen Gemeinde Tydal in Trøndelag und der schwedischen Gemeinde Åre aneinander grenzen, die westliche Gipfelkuppe liegt vollständig auf norwegischem Territorium. Die Dominanz vom Ostgipfel zum nächsthöheren Berg, dem Storsylen, beträgt 2,65 km.
Der Storsola ist der dritthöchsten Berg in Jämtland nach dem Helagsfjäll und dem Storsylen.

## Erschließung
Der Normalweg auf den Storsola beginnt an der Nedalshytta auf rund 780 moh in der norwegischen Gemeinde Tydal. Von dort führt der Weg zuerst zum Ekorrpasset-Pass und dann weiter zu einem Bergrücken, der auf den Storsola führt.